# Нові пригоди Білла і Теда
«Нові пригоди Білла і Теда» (англ. Bill & Ted's Bogus Journey) — американський кінофільм режисера Пітер Г'юїт, що вийшов на екрани в 1991.

## Сюжет
Два нищівних рок-бовдура Білл і Тед тріумфально повертаються на екран. Коли злісний Де Номолос посилає двох нехороших роботів, щоб убити наших героїв-переростків, загроза нависає над Всесвіту. Однак містер Смерть виявляється ще тупіший бовдурів з Каліфорнії.

## У ролях
| Актор               | Роль          |
| ------------------- | ------------- |
| Кіану Рівз          | Тед Логан     |
| Алекс Вінтер        | Білл Престон  |
| Вільям Седлер       | Смерть        |
| Джосс Екленд        | Де Номолос    |
| Пем Грієр           | м-сіс Вордро  |
| Джордж Карлін       | Руфус         |
| Емі Сток-Пойнтон    | Міссі         |
| Гел Лендон молодший | капітан Логан |
| Аннетт Азкай        | Елізабет      |

## Знімальна група
- Режисер — Пітер Г'юїт
- Сценарист — Кріс Метісон, Ед Соломон
- Продюсер — Скотт Крупф, Пол Аарон, Роберт В. Корт
- Композитор — Девід Ньюман